# Мораліна
Мораліна (ісп. Moralina) — муніципалітет в Іспанії, у складі автономної спільноти Кастилія-і-Леон, у провінції Самора. Населення — 328 осіб (2010).
Муніципалітет розташований на відстані близько 240 км на північний захід від Мадрида, 29 км на захід від Самори.

## Демографія
Динаміка населення (INE ):

## Галерея зображень

Мораліна у провінції Самора